# Herbert Biberman
Herbert J. Biberman (4 de marzo de 1900  - 30 de junio de 1971) fue un guionista y director de cine estadounidense. Fue uno de los Diez de Hollywood y dirigió La Sal de la Tierra (1954), película apenas estrenada en Estados Unidos, sobre una huelga de mineros de zinc en el condado de Grant, Nuevo México. 

## Biografía
Biberman nació en Filadelfia, Pensilvania, hijo de Joseph y Eva Biberman y era hermano del artista estadounidense Edward Biberman. La carrera de Biberman antes de la lista negra incluyó escribir películas como King of Chinatown (1939), When Tomorrow Comes (1939), Action in Arabia (1944), The Master Race (1944) (que también dirigió) y New Orleans (1947), así como dirigir películas como One Way Ticket ( (1935) y Meet Nero Wolfe  (1936).  

### Comité de Actividades Antiestadounidenses
Aunque se volvería firmemente pro-guerra después de que  Alemania invadiera la Unión Soviética, durante el pacto Molotov-Ribbentrop, su abierta oposición al Préstamo y Arriendo de Estados Unidos al Reino Unido fue tan intensa que el FBI sospechó que Biberman (que en realidad era judío) era un nazi. En 1947, el Comité de Actividades Antiamericanas de la Cámara de Representantes del Congreso comenzó su investigación sobre la industria cinematográfica y Biberman se convirtió en uno de los diez escritores y directores de Hollywood citados por desacato al Congreso cuando se negaron a responder preguntas sobre su afiliación al Partido Comunista de los Estados Unidos. Las pruebas presentadas en la audiencia demostraron que Biberman había sido miembro del Partido Comunista desde al menos 1944. Biberman y los demás fueron encarcelados por sus condenas por desacato, Biberman durante seis meses. Edward Dmytryk finalmente cooperó con el comité de la Cámara de Representantes, pero Biberman y los demás fueron incluidos en la lista negra de los estudios de Hollywood. 
Biberman trabajó de forma independiente después de salir de la cárcel. El resultado fue La Sal de la Tierra (1954), un relato ficticio de la huelga de los mineros del condado de Grant. El guion fue de Michael Wilson y fue producido por Paul Jarrico, ninguno de los dos, miembros de los Diez pero ambos también fueron incluidos en la lista negra. La Sal de la Tierra ha sido considerada "culturalmente significativa" por la Biblioteca del Congreso de los Estados Unidos y seleccionada para su preservación en el Registro Nacional de Películas .

## Legado
Punto de mira, una película del año 2000 que narra su inclusión en la lista negra y la realización de La sal de la Tierra desde el punto de vista de Biberman, fue protagonizada por Jeff Goldblum como Biberman y Greta Scacchi como su esposa, la actriz Gale Sondergaard. Los créditos finales de la película señalaban que Biberman nunca había sido eliminado formalmente de la antigua lista negra y que Sondergaard no había encontrado trabajo en Hollywood hasta poco antes de la muerte de su marido. Su membresía en el Directors Guild of America fue restaurada póstumamente en 1997; había sido expulsado en 1950.

## Filmografía
| Año  | Película            | Role                                     | Notas                   |
| ---- | ------------------- | ---------------------------------------- | ----------------------- |
| 1935 | Eight Bells         | director de diálogo                      |                         |
| 1935 | One-Way Ticket      | Director                                 | (como Herbert Biberman) |
| 1936 | Meet Nero Wolfe     | Director                                 |                         |
| 1939 | King of Chinatown   | Escritor (historia)                      |                         |
| 1939 | When Tomorrow Comes | Guionista                                | (sin acreditar)         |
| 1944 | Action in Arabia    | Guionista (guion original)               | (como Herbert Biberman) |
| 1944 | The Master Race     | Guionista, Director                      |                         |
| 1944 | Together Again      | Guionista (historia)                     | (como Herbert Biberman) |
| 1946 | Abilene Town        | productor asociado                       |                         |
| 1947 | New Orleans         | Guionista (historia), productor asociado |                         |
| 1950 | The Hollywood Ten   | Él mismo                                 | (sin acreditar)         |
| 1954 | La sal de la tierra | Director                                 |                         |
| 1969 | Slaves              | Guionista, Director                      |                         |

## Vida personal
Se casó con la actriz Gale Sondergaard en 1930; el matrimonio duró hasta la muerte de Biberman en 1971 en la ciudad de Nueva York, ocasionada por un cáncer de huesos.